# Caicos
Caicos jsou větší ostrovní skupina tvořící Turks a Caicos a tvoří přes 90 % jeho plochy a zahrnují přes 80 % populace. Prostorové uspořádání ostrovů připomíná atol. Šest velkých ostrovů leží na západě, severu a východě a několik malých útesů je na jihu. Neoficiálním hlavním městem souostroví je vesnice Kew na ostrově Severní Caicos.

## Přehled ostrovů
Ostrovy větší než 1 km² zachycuje tabulka:
|    | ostrov              | anglicky             | min. rozloha (km²) | max. rozloha (km²) | délka (km) | šířka (km) | pobřeží (km) | max.nadm. výška (m) | nejvyšší vrchol | počet obyvatel | hustota zalidnění | největší sídlo          | distrikt                        |
| -- | ------------------- | -------------------- | ------------------ | ------------------ | ---------- | ---------- | ------------ | ------------------- | --------------- | -------------- | ----------------- | ----------------------- | ------------------------------- |
| 1  | Střední Caicos      | Middle Caicos        | 144,20             | 294,10             | 25,20      | 8,12       | ?            | 18                  | ?               | 168            | 1,17              | Conch Bar               | Střední Caicos                  |
| 2  | Severní Caicos      | North Caicos         | 116,40             | 207,10             | 21,80      | 8,56       | ?            | 20                  | ?               | 1 312          | 11,27             | Bottle Creek            | Severní Caicos                  |
| 3  | Providenciales      | Providenciales       | 98,00              | 98,00              | 23,40      | 12,90      | ?            | 49                  | Blue Hills      | 23 769         | 242,54            | Blue Bottle             | Západní Caicos a Providenciales |
| 4  | Východní Caicos     | East Caicos          | 90,60              | 182,00             | 13,00      | 7,00       | ?            | 48                  | Flamingo Hill   | 0              | 0,00              | Jacksonville            | Jižní a Východní Caicos         |
| 5  | Západní Caicos      | West Caicos          | 23,30              | 28,00              | 11,80      | 2,79       | ?            | 10                  | ?               | 0              | 0,00              | Yankee Town             | Západní Caicos a Providenciales |
| 6  | Jižní Caicos        | South Caicos         | 21,20              | 24,10              | 9,87       | 5,49       | ?            | 30                  | ?               | 1 139          | 47,26             | Cockburn Harbour        | Jižní a Východní Caicos         |
| 7  | Bay Cay             | Bay Cay              | 12,90              | 12,90              | ?          | ?          | ?            | ?                   | ?               | 0              | 0,00              | -                       | Severní Caicos                  |
| 8  | Parrot Cay          | Parrot Cay           | 10,00              | 10,00              | 4,40       | 2,10       | ?            | 10                  | ?               | 131            | 13,10             | COMO Hotels and Resorts | Severní Caicos                  |
| 9  | Malý Ambergris Cay  | Little Ambergris Cay | 6,59               | 6,59               | 4,80       | 1,30       | ?            | 30                  | ?               | 0              | 0,00              | Cockburn Harbour        | Jižní a Východní Caicos         |
| 10 | Velký Ambergris Cay | Big Ambergris Cay    | 4,28               | 4,28               | 5,10       | 0,90       | ?            | 1                   | ?               | 0              | 0,00              | Le Grand Cottages       | Jižní a Východní Caicos         |
| 11 | Pine Cay            | Pine Cay             | 2,80               | 2,80               | 2,70       | 0,90       | ?            | 5                   | ?               | 0              | 0,00              | hotelový komplex        | Západní Caicos a Providenciales |
| 12 | Water Cay           | Water Cay            | 2,50               | 2,50               | 3,20       | 0,80       | ?            | 6                   | ?               | 0              | 0,00              | hotelový komplex        | Západní Caicos a Providenciales |
| 13 | Delis Cay           | Delis Cay            | 2,27               | 2,27               | 2,36       | 1,38       | ?            | ?                   | ?               | 0              | 0,00              | Mandarin Oriental       | Západní Caicos a Providenciales |